# Alan Smith (fodboldspiller, født 1980)
 For alternative betydninger, se Alan Smith. (Se også artikler, som begynder med Alan Smith)
Alan Smith (født 28. oktober 1980 i Rothwell, England) er en engelsk professionel fodboldspiller, der spiller for Notts County. For det meste som angriber, men han har også været brugt af Newcastle United og Manchester United som central midtbanespiller.

## Klubkarriere

### Leeds United
Smith blev født i Rothwell, Leeds, West Yorkshire, hvor han startede sin karriere i Leeds United, og han spillede sin første kamp for dem mod Liverpool, da han var 18 år. Han scorede desuden også i kampen. Han fortsatte med at være et ubestridt førstevalg, da holdet både blev en del af bådeindenlandske og europæiske fronter, de nåede helt til semifinalerne i Champions League 2000-01. Smith var en del af den formidable offensive linje, der inkluderede Michael Bridges og australieren Mark Viduka.